# Odysseja
Odysseja – kanadyjski serial science fiction z 2002 roku, który miał swoją premierę na amerykańskim kanale Showtime oraz kanadyjskim Spice.
Pierwotna emisja w Stanach Zjednoczonych zakończyła się na 14-tym odcinku, sześć pozostałych nie zostało wyemitowanych przez okres kolejnych dwóch lat. W Polsce serial był nadawany przez Polsat, a obecnie jest emitowany przez AXN SciFi.

## Opis fabuły
Trojka astronautów, reporterka telewizyjna oraz naukowiec, przebywając w przestrzeni kosmicznej na wahadłowcu, stają się świadkami zniszczenia Ziemi. Zostają przeniesieni w czasie, 5 lat wstecz, aby zapobiec katastrofie.

## Obsada
- Peter Weller — Chuck Taggart
- Sebastian Roché — Kurt Mendel
- Christopher Gorham — Neil Taggart
- Leslie Silva — Sarah Forbes
- Tamara Craig Thomas — Angela Perry
- Catherine Black — Young Paige